# Linda Blair
Linda Denise Blair (n. 22 ianuarie 1959, Saint Louis, Missouri, SUA) este o actriță americană.

## Biografie
Linda Denise Blair s-a născut pe 22 ianuarie 1959, în St. Louis, Missouri, Statele Unite. Deși este cel mai bine cunoscută pentru interpretarea lui Regan în "Exorcistul/ The Exorcist" (1973), Linda și-a început cariera mult mai devreme. 
De la vârsta de șase ani a început activitatea de modeling, trei ani mai târziu apărând deja cu regularitate în serialul de televiziune "Hidden Faces", până în 1969. Pentru rolul copilului din "Exorcistul/ The Exorcist", din 1973, Linda a fost aleasă dintre 500 de candidați, potrivit The New York Times. Interpretarea i-a adus un Glob de Aur, un premiu People's Choice și o nominalizare la Premiile Oscar, care nu s-a materializat într-un trofeu pentru că s-a aflat că pentru unele scene se folosise o marionetă, iar vocea "de diavol" pentru tulburătoarele scene de exorcizare îi aparținuse actriței Mercedes McCambridge.Potrivit IMDB, viața actriței a fost puternic afectată de rolul din această peliculă. "A fost mereu foarte ciudat pentru mine când eram tânără și întâlneam pe cineva care părea cu adevărat speriat de mine. Nu mă puteau separa de monstrul în care m-am transformat într-un film. E greu de crezut cât de des îmi cereau oamenii să îmi învârt capul de jur împrejur", a declarat ea.
Tot referitor la personajul care i-a schimbat viața, Linda blair a fost citată cu următoarea declarație: "Am vrut să fiu o prințesă. Am vrut să joc în filme Disney, am vrut să fiu în 'Lassie', am vrut să fiu în 'Flipper'. Nu am vrut să fiu un monstru."
Deja celebră la 15 ani, Linda a putut exploata experiența prestației din "Exorcistul" pentru rolurile care au urmat. Anii '70 i-au adus Lindei personaje  precum o victimă a violului, o adolescentă alcoolică, o fată răpită și o pacientă care are nevoie de transplant de inimă, până în 1977, când a revenit la rolul care a consacrat-o, pentru "Exorcistul II: Ereticul".Actrița nu a fost ocolită de problemele cu legea. Spre sfârșitul anilor '70, Linda a fost arestată și condamnată pentru posesie de droguri, pledând vinovată pentru a primi o pedeapsă redusă. Cariera ei a fost umbrită din această cauză, în anii '80 și mai târziu având dificultăți în a-și relansa cariera și primind roluri în filme de o calitate mai puțin bună.Din anii '90, activitatea ei s-a diversificat, primind un rol într-o reinterpretare Broadway a producției "Grease" și apărând regulat într-un show de televiziune a canalului BBC. În 2008, a fost premiată pentru întreaga activitate în industria cinematografică, la Festivalul filmului fantastic și horror din Malaga. În prezent, la 60 de ani, actrița continuă să frecventeze convenții și evenimente dedicate filmelor horror.În afara actoriei, Blair s-a orientat și spre acțiunile umanitare, devenind activistă pentru drepturile animalelor și lucrând alături de organizații ca PETA, Feed The Children și Variety. A înființat propria organizație non- profit în acest sens, numită Linda Blair WorldHeart Foundation, cu scopul de a salva animalele abuzate, neglijate și maltratate. Este și autoarea unei cărți despre adoptarea unui stil de viață vegan, "Going Vegan!".

## Filmografie selectivă
- 1970 The Way We Live Now, regia Barry Brown
- 1971 The Sporting Club, regia Larry Peerce (nemenționat)
- 1973 Exorcistul (The Exorcist), regia William Friedkin
- 1974 Aeroport '75 (Airport 1975), regia Jack Smight
- 1977 Exorcistul II: Ereticul (Exorcist II: The Heretic), regia John Boorman
- 1978 Stranger in Our House, regia Wes Craven
- 1979 Roller Boogie, regia Mark L. Lester
- 1981 Hell Night, regia Tom DeSimone
- 1983 Chained Heat, regia Paul Nicholas
- 1983 Imps*, regia Scott Mansfield
- 1984 Savage Streets, regia Danny Steinmann
- 1984 Pattuglia di notte (Night Patrol), regia Jackie Kong
- 1985 Red Heat, regia Robert Collector
- 1991 Fatal Bond, regia Vincent Monton
- 1994 Double Blast, regia Tim Spring
- 1994 Skins, regia Wings Hauser
- 1995 Sorceress, regia Jim Wynorski
- 1996 Scream - Țipi... sau fugi! (Scream), regia Wes Craven
- 2005 Hitters Anonymous, regia Monte Young
- 2008 All Is Normal, regia Todd G. Bieber și Juliana Brafa
- 2013 Whoa!, regia Tom Blomquist
- 2020 Landfill, regia Yesser Laham
- 2023 L'esorcista - Il credente (The Exorcist: Believer), regia David Gordon Green